# Běh na lyžích na Zimních olympijských hrách 1924
První Mistrovství světa v severském lyžování se uskutečnilo v rámci prvních zimních olympijských her 1924, které hostilo francouzské Chamonix.
V roce 1921 se na sjezdu mezinárodního olympijského výboru rozhodlo pro organizaci takzvaného „mezinárodního sportovního týdne“. Tento týden byl poprvé zorganizován v roce 1924 v Chamomix, akce měla tak obrovský úspěch, že v roce 1926 byla přejmenována a označena jako první ročník zimních olympijských her.
Na lyžařských tratích prokázali svou nedostižnost severští lyžaři. Suverénem se stal Nor Thorleif Haug, který vyhrál obě běžecké tratě a k tomu závod sdružený, navíc získal bronz ve skocích na lyžích.
Běh na 50 km se konal za obtížných podmínek ve zledovatělé stopě a některé výpravy (USA, V. Británie) na něj odmítly postavit své závodníky. Během závodu vzdalo 12 závodníků, mezi nimi i několik favoritů. Závod skončil triumfem norských závodníků, kteří obsadili prvá čtyři místa.
V závodu na 18 km se situace opakovala, Norové opět triumfovali. Mezi ně se dokázal vklínit pouze Fin Tapani Niku, který obsadil třetí místo. Závod samotný měl nepříjemnou dohru, když finská výprava protestovala proti umístění prvních dvou norských závodníků, kteří byli přihlášeni pouze na běh pro závod sdružený. Původně se totiž měly běžet dva závody, jeden pro běžce specialisty a druhý pro sdruženáře. Nakonec se běžel jediný, společný závod. Protest byl nakonec zamítnut.

## Medailové pořadí zemí
| Pořadí | Země         | Zlato | Stříbro | Bronz | Celkově |
| ------ | ------------ | ----- | ------- | ----- | ------- |
| 1.     | Norsko (NOR) | 2     | 2       | 1     | 5       |
| 2.     | Finsko (FIN) | 0     | 0       | 1     | 1       |
|        | Celkem       | 2     | 2       | 2     | 6       |

## Medailisté

### Muži
| Disciplína | Zlato                        | Výkon     | Stříbro                             | Výkon     | Bronz                               | Výkon     |
| ---------- | ---------------------------- | --------- | ----------------------------------- | --------- | ----------------------------------- | --------- |
| 18 km      | Thorleif Haug · Norsko (NOR) | 1:14:31,4 | Johan Grøttumsbråten · Norsko (NOR) | 1:15:51,0 | Taoani Niku · Finsko (FIN)          | 1:16:26,0 |
| 50 km      | Thorleif Haug · Norsko (NOR) | 3:44:32   | Thoralf Strömstad · Norsko (NOR)    | 3:46:23   | Johan Grøttumsbråten · Norsko (NOR) | 3:47:46   |

Oficiálně byli klasifikováni pouze závodníci na prvních šesti místech. Další závodníci jsou v oficiálních výsledcích z olympiády uvedeni jako neklasifikovaní.